# Пантоламбди
Пантоламбдите (Pantolambda) са изчезнал род бозайници, живели в средата Палеоцен. Фосили на Пантоламбда са открити в Азия и Северна Америка.

## Описание
Пантоламбдата е имала тяло наподобяващо това на котка, тежка глава, дълга опашка, и пет-пръстови стъпала на краката, завършващи с тъпи нокти, които не са били нито копита, нито остри нокти. Костите на стъпалата са изградени по подобен начин на тези на копитните бозайници и вероятно не са били много гъвкави. Зъбите са били гладки и с форма на полумесец и показват неспециализирана диета. Пантоламбдата вероятно е ядяла различни корени, листа, гъби и плодове, които може да са били допълвани от случайни насекоми, червеи, или мърша.
Бозайниците от креда, които трябвало да се конкурират с динозаврите, като цяло са били малки и основно са се хранели с насекоми, като най-големите са достигали размерите на язовец. Пантоламбда е един от първите бозайници, които заемат нишата на голямо животно, останала свободна след изчезването на динозаврите. Тя е била голяма като за бозайник от Палеоцен. Имала е размери на шотландско пони или овца. Пантоламбдата и други ранни пантодонти бързо се развиват в едри животни като Бариламбда и Корифодон. Това са първите големи тревопасни, последвани по-късно като начин на живот от много несвързани пряко групи бозайници като носорози, тапири, хипопотами, наземни ленивци и слонове.

## Видове
- P. bathmodon
- P. cavirictum
- P. intermedium